# Vesicularia rootii
Vesicularia rootii là một loài Rêu trong họ Hypnaceae. Loài này được (Paris & Broth.) Broth. miêu tả khoa học đầu tiên năm 1909.